# Diarra Raky Talla
Pour les articles homonymes, voir Talla (homonymie).
Diarra Raky Talla, née le 15 août 1966 à Bamako, est une femme politique malienne. Elle est notamment ministre du Travail, de la Fonction publique et de la réforme de l’Etat, chargée des Relations avec les Institutions de 2015 à 2017.

## Biographie

### Jeunesse et formation
Diarra Raky Talla obtient une maîtrise en droit privé et un DESS en droit des transports à l'université de Dakar.

### Carrière politique
Membre de l'Union Malienne du Rassemblement Démocratique Africain (UM-RDA), elle est ministre du Travail, de la Fonction publique et de la réforme de l’Etat, chargée des Relations avec les Institutions du 10 janvier 2015 au 11 janvier 2017 au sein du gouvernement Modibo Keïta.